# Radanja vas
Radanja vas – wieś w Słowenii, w gminie Ivančna Gorica. W 2018 roku liczyła 60 mieszkańców.